# Socialisme cybernétique
Le socialisme cybernétique (ou cyber-socialisme) est un courant de pensée se centrant sur le lien possible entre la cybernétique et la pensée socialiste. Ce courant du socialisme s'intéresse ainsi aux questions liées à la planification et à la coordination, à la distribution, à la décision et à la communication des différents acteurs au sein d'une économie socialiste. Il étudie et réfléchit au rôle des intermédiaires dans le fonctionnement du système économique. Le cyber-socialisme souhaite ainsi contribuer à l'idée du socialisme souhaitant émanciper les individus au sein d'un système permettant la coordination consciente et volontaire des aspirations sociales, et d'une orientation économique basée sur la demande et les besoins.
La cybernétique, selon Anton Brender, peut être définie ainsi : il s'agit d'une théorie des mécanismes de communication et de contrôle ; elle analyse les dispositifs par lesquels la réception d’une information (d’un « signal ») contrôle (« commande ») le régime d’une action et a un effet sur elle. La cybernétique économique, plus particulièrement, est « l’étude des dispositifs par lesquels est quotidiennement guidé le mouvement productif » ; son objet est l’analyse des mécanismes routiniers d’information et de décision qui interviennent chaque jour, et de façon apparemment automatique, dans une économie concrète.
Le socialisme cybernétique examine la possibilité de s'affranchir de l'économie de marché via l'ajout révolutionnaire, dans les rapports sociaux de production et les forces productives, d'outils et de techniques liés à la cybernétique, d'un nouveau type de planification et d'une réflexion sur la participation démocratique. Les questions et réponses autour du niveau de participation démocratique, de la centralisation ou de la décentralisation dans l'appareil cybernétique socialiste, de l'État et de la monnaie, varient selon les auteurs.
La réflexion autour d'une alliance possible entre cybernétique et anticapitalisme peut toucher un nombre varié de penseurs, de courants et d'acteurs politiques au sein de la gauche radicale : des penseurs anarchistes, marxistes, léninistes etc...

## Origines de la réflexion d'un cyber-socialisme

### Karl Marx et les prémisses d'une analyse "cybernétique" du capitalisme
Egalement, comme origines d'une réflexion cybernétique combinée au socialisme, l'économiste Anton Brender considère que Karl Marx a permis une entrée et une ouverture autour de cette réflexion, notamment dans son analyse du capitalisme. Bien que Karl Marx n'ait pas fondé le cyber-socialisme ou la "cybernétique", selon l'économiste Anton Brender, Marx aurait commencé à analyser dans sa théorie les fondements de l’activité quotidienne d’information et de décision au sein d'une économie de marché :
Il convient à présent de répondre à une question qui pour être essentielle n’en a pas moins été laissée jusqu’ici dans l’ombre : à quoi sert l’appareil [cybernétique] dont on vient d’analyser la structure ? La réponse à cette question nous paraît pouvoir être trouvée dans le cadre de la théorie de K. Marx, et dans ce cadre seulement. Les analyses de Marx en effet, parce qu’elles constituent non une théorie de l’économie mais une théorie de ses fondements, permettent en particulier d’établir la nécessité et d’identifier les conditions de possibilité d’une activité cybernétique en économie de marché. Pour K. Marx, l’ensemble de l’activité économique ne se réduit pas à des actes d’échange : une activité de production existe distincte de l’échange. Et c’est entre la production et l’échange que l’intervention d’un appareil cybernétique, qui guide la production en vue de l’échange, trouve naturellement sa place : cet appareil est le dispositif concret par lequel se réalisent les lois de la concurrence et de l’accumulation.
[...]
Le rôle de l’appareil cybernétique. Aussi, là où les lois du marché semblent garantir l’harmonie des décisions des unités autonomes, Marx constate-t-il au contraire que « l’organisme social de la production dont les membres disjoints naissent de la division du travail porte l’empreinte de la spontanéité et du hasard ». L’opposition s’explique aisément : là où l’on envisage une loi abstraite d’allocation des ressources, Marx observe les mécanismes concrets par lesquels s’effectue cette allocation. Sur ce point, il apparaît bien que le problème central auquel est confronté le capitaliste provient, comme on l’a dit, de ce que la production est nécessairement antérieure à l’échange : ce n’est qu’en fonction de cette antériorité que peut être pensée l’activité d’information et de décision des unités économiques et donc le fonctionnement de l’appareil cybernétique.
[...]

Que le socialisme doive conduire à la disparition du système d’aliénations sur lequel reposent les sociétés capitalistes, et en particulier le fonctionnement de leur appareil cybernétique, n’en dispense pas pour autant — le reste de cette étude le montrera — une économie de propriété collective de se doter d’un tel appareil. Or, si les travaux de Marx offrent, on l’a vu, un cadre à l’intérieur duquel il est possible d’analyse l’activité d’un appareil cybernétique, ils ne contiennent pas la théorie de cet appareil.

### Alexandre Bogdanov et son romanL'Etoile rouge
Parmi les premières sources de réflexions d'une forme de « cyber-socialisme », nous avons l'exemple, en 1908, d'Alexandre Bogdanov publiant un roman de science-fiction intitulé L’Étoile rouge. Ce roman raconte l'histoire d'une révolution socialiste réalisée sur une planète extra-terrestre. Le personnage principal explore cette planète où le socialisme est finalement atteint. Ce système est un gouvernement conscient de la société, automatisé grâce à la technologie. L'auteur décrit les éléments de ce système. Tout d'abord, il décrit un système d'information au sein de cette société ainsi : 
« L'institut des calculs a des agences partout, qui surveillent le mouvement des produits dans les stocks, la production des établissements et les fluctuations dans le personnel ouvrier. »

Quant à la production, « on arrive à définir la quantité de travail et la qualité de ce qui va être produit de même que le nombre d'heures nécessaires à sa production ». Enfin, Bogdanov décrit un système où les citoyens peuvent agir volontairement : 
« L'institut calcul également la différence existant dans chaque branche du travail, entre ce qui est et ce qui devrait être produit ; cette différence, il la transmet partout. L'affluence des volontaires instaure l'équilibre. »
Ce système indique aux travailleurs, notamment via de grands panneaux lumineux, où il est primordial d'aller pour produire ce qui est nécessaire. Nous avons donc ici une grande transparence dans les rapports de production, et une politique basée sur les besoins. Cette société cybernétique n'utilise donc pas vraiment une forme de planification, puisqu'elle est surtout basée sur un système en temps réel qui a des ajustements rapides.

### Début des réflexions cybernétiques en URSS
En 1939, le mathématicien russe Leonid Kantorovich a cherché un moyen d’améliorer la production soviétique dans une usine de contreplaqué. Il a ainsi conçu un algorithme mathématique permettant de faire ce que l'économiste libéral Ludwig von Mises pensait ne pas être possible : calculer exactement la manière la plus efficace de produire précisément les sorties souhaitées à partir des entrées disponibles, sans l’intervention de l’argent et du marché. Le mathématicien américano-néerlandais Tjalling Koopmans a, par la suite, mais indépendamment de Kantorovich, découvert un algorithme similaire. Viktor Glouchkov a aussi participé à ces réflexions sur le lien possible entre la cybernétique et la planification socialiste via le projet OGAS.

## Les différentes idées et courants au sein cyber-socialisme

### La pensée cyber-socialiste de Paul Cockshott
Dans un ouvrage paru en 1993 sous le nom de Towards a New Socialism (intitulé Vers un Cyber-communisme en français), les universitaires anglais Paul Cockshott et Allin Cottrell proposent un système économique socialiste basé sur un appareil de planification cybernétique. L’ouvrage devait originellement aider les planificateurs de l'URSS à faire face aux problèmes économiques de plus en plus importants. Les deux universitaires argumentent notamment sur le fait que les ordinateurs d’aujourd’hui ont une puissance de calcul bien plus élevée que ceux des années 60. Paul Cockshott et Allin Cottrell tentent aussi de décrire des algorithmes réduisant la puissance de calcul requise pour une planification. Ce système cyber-socialiste doit également être basé sur une planification par la demande, et intégrer des éléments de démocraties afin que le peuple puisse participer aux décisions, tels que l'usage de référendums et d'autres outils liés à la démocratie participative. Les auteurs réfléchissent également au rôle de l'État, et à une nouvelle forme de monnaie abolissant la monnaie capitaliste traditionnelle en la remplaçant par des « bons de travail ». L'ouvrage explique d'ailleurs qu'il n'est plus nécessaire aujourd'hui d'imaginer ce mode de paiement via des certificats ou des bons en papier : il est possible d'imaginer l'usage d'une sorte de carte de crédit de travail enregistrant la quantité de travail effectué. Les travailleurs seraient ainsi rémunérés selon leur temps de travail, et les biens produits seraient achetables selon le temps de travail nécessaire pour produire ces derniers. Il s'agit ici de répondre à une ancienne problématique du mouvement socialiste, celle du débat sur le calcul économique en économie socialiste (en) ; les auteurs considèrent que la théorie de la valeur-travail, à condition qu'il y ait eu l'abolition de l'exploitation capitaliste et de la sur-valeur, peut être utile pour instaurer une économie plus rationnelle, et une meilleure justice sociale. La puissance de la technologie informatique et des algorithmes mathématiques peut  résoudre ce problème sur le calcul économique en économie socialiste, et par là même la question de la planification, selon Paul Cockshott.

### Socialisme et cybernétiquede Anton Brender
En 1977, dans son ouvrage intitulé Socialisme et cybernétique, l'économiste Anton Brender réfléchissait à la pertinence d'un socialisme cybernétique. Au sein de son analyse, il rappelait également que les sociétés capitalistes, nécessairement, utilisaient aussi certaines formes de planifications, et d'outils cybernétiques : 
« Si l’on admet ainsi que ce n’est pas « le marché et la concurrence » qui guident la production des économies capitalistes mais, essentiellement, des structures d’intermédiation plus ou moins rationnellement organisées et dont l’activité est plus ou moins bien réglée par l’État, on peut comprendre que les performances de certaines économies puissent, à ce niveau, être « structurellement » meilleures que d’autres. Dans une économie de propriété privée, une analyse cybernétique des mécanismes par lesquels se réalisent les lois du marché est seulement utile à la bonne compréhension du fonctionnement de ces économies — et, éventuellement, à son amélioration ; il en va différemment dans le cas des économies de propriété collective. Dans ces dernières en effet, une telle analyse est indispensable à la conception même des dispositifs qui permettront la réalisation du Plan. En effet, pour que le Plan puisse imposer sa loi au mouvement de la production, il faut que soient projetés et construits des mécanismes permettant à l’activité locale de se déployer efficacement et aux besoins individuels de s’exprimer effectivement à l’intérieur d’un cadre défini démocratiquement. Le développement de structures d’intermédiation complexes, aux fonctions essentiellement cybernétiques, apparaît alors comme une condition de possibilité d’un véritable centralisme démocratique : ces structures constituent en effet un lieu privilégié pour l’articulation du 'centralisme' et de la 'démocratie'. »

### Cyber-révolution et révolution socialede Ivan Lavallée
En France, l'universitaire marxiste mathématicien et professeur d'informatique Ivan Lavallée propose lui aussi un système inspiré du socialisme cybernétique, notamment dans son ouvrage Cyber-révolution et Révolution sociale paru en 2022. L'idée du cyber-socialisme, selon Lavallée, est de pouvoir tendre vers une plus grande automatisation de la production, afin de libérer l'homme du travail aliéné. Le nouvel développement des forces productives et du savoir scientifique depuis le 20e siècle permettrait de rendre disponible l'avènement d'une société communiste, à condition que les salariés s'unissent et prennent le pouvoir. Les recherches scientifiques de Alan Turing (la machine de Turing, et la machine de Turing universelle) et de Norbert Wiener (l'un des fondateurs de la cybernétique) ont contribué, selon Ivan Lavallée, à développer ces nouvelles forces productives et informationnelles contemporaines, et elles permettront également d'établir des bases nouvelles pour une société socialiste.
La "cyber-révolution" est un concept d'Ivan Lavallée, se définissant comme l'avènement dans les forces productives, notamment via la Machine de Turing universelle et la cybernétique, d'une fusion d’un système unique de communication, d'un élargissement du calcul massif et rapide, de l'automatisation et d'un important et rapide traitement de l’information. Egalement, cette cyber-révolution a progressivement connu une baisse des couts, et ainsi une forte diffusion dans l'ensemble de la société (notamment grâce à la miniaturisation). Les procédés de production, les circuits de communication, la pratique même des services sont bouleversés par les réseaux. La vie sociale est globalement touchée : cette révolution cybernétique n’est pas simplement une révolution technique, elle touche bien d’autres aspects (économiques, politiques, culturels, sociales, relationnels etc...).

#### L'intérêt de la cybernétique de Norbert Wiener selon Ivan Lavallée: passer du déterminisme au probabilisme
La Cybernétique depuis Norbert Wiener possède un intérêt important pour Ivan Lavallée. En 1938, Norbert Wiener s'intéresse aux automatismes à commande en continu. Pendant la Seconde guerre mondiale, Wiener participe à l'élaboration de méthodes de défense antiaérienne avec une défense contre l'aviation (DCA) automatique et il est amené à réfléchir à deux aspects principaux : 1) la transmission des messages, c'est-à-dire le problème de la communication, 2) le couplage de l'activité humaine avec la machine, et l'interface homme machine.

Ainsi, Norbert Wiener et ses collègues se confrontent à une problématique nouvelle, celle de gérer des systèmes complexes dans lesquels intervient non seulement une part d'indétermination, mais surtout un aspect aléatoire, probabiliste. L'automatisation classique est en difficulté pour réagir de manière déterministe et précise face à une part de non déterminisme, voire de déterminisme antagonique (dans le cas de la DCA, les choix du pilote pour d'une part échapper à la DCA, d'autre part pour la contrer). L'approche doit être complétée par les données du passé, sans cesse enrichies de celles du présent et les intégrer en tant que paramètres à part entière de la modélisation, il faut pour ce faire admettre des réponses plus ou moins approximatives mais s'améliorant par l'accumulation d'expérience, un sorte d'apprentissage automatique avant la lettre comme le dit Ivan Lavallée. Ainsi, par ce constat sur la nouveauté que représente l'avancée de la cybernétique, Ivan Lavallée considère qu'il n'y a plus de modèle complètement déterministe, complet, on ne peut plus se contenter de prévoir à l'avance ce qu'il faut faire. Ce qui compte c'est le traitement de données ; tant celles dont on dispose déjà que celles qui nous arrivent en temps réel. Ce qui était antérieurement le modèle devient de plus en plus le schéma de traitement de données, l'algorithme, le programme. Ivan Lavallée analyse ainsi l'évolution dans les forces productives, la nouveauté qu'engendre la cybernétique dans les forces productives sous le capitalisme : 
L'automatisation de la révolution industrielle, étroitement déterministe fondée sur l'instrumentalisation des forces (chaînes automatisées, centres d'usinages...) doit faire place au traitement calculatoire, classement, hiérarchisation des données et des résultats des corrélations et de l'analyse des chaînes causales. La conception « mécaniste » et étroitement déterministe du monde ; à une cause précise correspond une conséquence précise et unique est à ranger au magasin des antiquités. L'adage qui veut qu'on ne se baigne pas deux fois dans le même fleuve (Héraclite) prend là toute sa signification, ainsi que la remarque d'Engels « il n'est rien d'absolu, rien de sacré, tout est caduc devant l'histoire, il n'est d'éternel que le mouvement ». Il faut désormais intégrer dans le raisonnement la dynamique du changement, la statistique et les probabilités, en y ajoutant l'interpolation et l'extrapolation qui permettent la prévision (mais pas la prospective !).
Ivan Lavallée montre ainsi que l'on agrandit le champ de recherche de Norbert Wiener lui-même, on s'approche d'une forme de Cybernétique sociale, et de l'usage qui en a été fait. Son modèle va être décliné concrètement de diverses manières : modèle prévisionnel, de simulation et machines ou systèmes réels complexes ou devant interagir avec un environnement ou d'autres entités complexes. Lavallée souligne que l'on peut ainsi en distinguer 4 besoins du modèle : 
1) Pouvoir utiliser des données du passé et les compléter sans cesse par celles du présent implique de disposer de mémoire : du point de vue technique disposer d'une base de données.
2) La donnée devient essentielle pour piloter (calculer) la régulation systématique en continu, là où la mesure de paramètres de l'état du système était simple facteur de compensation, de correction à prendre en compte pour commander les forces, les moyens d'action du système.
3) Il faut pour ce faire une bonne capacité de calcul, de traitement, de classement et de tri.
4) Il faut comprendre et théoriser le fonctionnement en termes d'échanges d'informations, de transfert de messages, de communications et non plus de simple mise en jeu de forces.
Ivan Lavallée concluant ainsi : « Et cela implique jusqu'au concept et aux relations dialectiques entre l'homme et la machine, les interfaces qui lient l'homme à la machine et les hommes entre eux à travers leurs machines communicantes et calculantes, ainsi que la prise en compte de l'environnement. La cybernétique apparaît alors comme de la dialectique mise en œuvre. »

### Le cyber-écosocialisme de Cédric Durand
L'économiste Cédric Durand propose également, pour lutter contre le capitalisme, le marché et la crise écologique, l'idée d'un socialisme cybernétique. Cédric Durand met grandement en avant l'aspect écologique nécessaire à une bonne gestion des ressources, il nomme son courant cyber-socialiste le cyber-écosocialisme.

### Cybernétique et anarchisme
Au sein de la pensée anarchiste, des penseurs tel que Murray Bookchin ont réfléchie au lien possible entre la technologie cybernétique et une société libertaire émancipée. Dans sa théorie de l'écologie sociale, Bookchin présente l'intérêt de la cybernétique pour la pensée anarchiste et démocratique. Dans un article de 1965, intitulé Vers une technologie libératrice, Bookchin dit ceci : 
« Cette révolution technologique et les perspectives qu’elle ouvre à la société tout entière sont le fondement réel des modes de vie radicalement nouveaux qui se répandent parmi la jeunesse actuelle en même temps que, très rapidement, elle se dégage des valeurs de ses aînés et des traditions immémoriales qui plaçaient le travail au centre de tout. Même la revendication récente d’un revenu annuel garanti reflète, quoique bien faiblement, la nouvelle réalité qui imprègne la mentalité des jeunes. Grâce à l’apparition de la technologie cybernétique, un nombre sans cesse croissant de jeunes se mettent à croire fermement à la possibilité d’une vie débarrassée des peines du travail. [...] Les possibilités créées par l’application de la cybernétique à la technologie ne se limiteraient pas à la satisfaction des besoins matériels humains. Nous aurions aussi la liberté nécessaire pour nous demander comment la machine, l’usine et la mine pourraient servir à promouvoir la solidarité humaine, à établir une relation équilibrée avec la nature et une communauté véritablement organique, une « écocommunauté ». [...] Pourquoi ne pas utiliser des machines automatisées et cybernétisées de telle façon qu’elles assument l’extraction, la préparation et le transport des matières premières puis le dégrossissage des produits et laissent aux membres de la communauté les derniers stades de la fabrication impliquant habileté manuelle et sens artistique. La plupart des pierres dont sont faites les cathédrales ont été soigneusement taillées et appareillées de façon à faciliter leur assemblage – travail ingrat et répétitif qui s’effectue aujourd’hui vite et sans effort grâce à des machines. [...] Dans une communauté libérée, la combinaison de la machine et de l’outil artisanal pourrait atteindre un degré de sophistication et d’interdépendance créatrice inégalable. La vision de William Morris d’un retour à l’artisanat serait débarrassée de ses pointes nostalgiques. On serait vraiment fondé à parler d’un progrès qualitatif de la technique, d’une technologie au service de la vie. »
Thomas Swann, maître de conférences en théorie politique à l'université de Loughborough, propose l'idée d'un anarchisme cybernétique. Cette pensée cyber-anarchiste s'inspirant notamment des travaux de Stafford Beer et du projet Cybersyn :
« Un engagement entre l’anarchisme et la cybernétique peut avoir le potentiel de faire progresser la compréhension des aspects clés de la dynamique organisationnelle de l’organisation des mouvements sociaux anarchistes et de la gauche radicale, ainsi que de fournir une contribution à la praxis des mouvements sociaux anarchistes et radicaux. »
 Au sein d'un courant particulier de l'anarchisme, nommé l'anarcho-transhumanisme, des réflexions autour du lien possible entre la cybernétique, la pensée libertaire et le transhumanisme ont pu être élaborées. Par exemple, William Gillis, militant et penseur anarcho-transhumaniste, dit ceci au sein de son article intitulé Anarchy and Transhumanism en 2020 : 
« Bien que le terme parapluie de "cybernétique" est moins en usage par les scientifiques aujourd’hui, un timide mouvement de cybernétique  a attiré une quantité considérable d’attention et d’efforts intellectuels des années 50 aux années 70. [...] Beaucoup des thèmes de la cybernétique, comme les notions de rétroaction (feedback) et de systèmes complexes auto-organisateurs, sont évidemment assez alignés avec la pensée anarchiste, et ont été cités et utilisés par des anarchistes au sein des mouvements plus mainstreams. »

## Les tentatives d'applications de la cybernétique dans les pays socialistes

### En URSS
En Union Soviétique, les idées d'une application d'un appareil cybernétique au sein des rapports de productions du régime ont difficilement pu être entendues. En effet, les planificateurs, les "bureaucrates" et les directeurs d’usine se demandaient pourquoi ils devaient céder à un ordinateur leurs responsabilités et leur pouvoir sur les prix et la production. Pour ce qui est des réformateurs plus libéraux, ces derniers suggéraient que l’économie soviétique avait justement besoin de plus d’indépendance et de compétitivité entre les entreprises afin de régler les problèmes liés à la planification centrale soviétique. Les libéraux ne souhaitaient donc pas que le régime, qui adhérerait potentiellement à la cybernétique, recentralise la production via de nouvelles méthodes technologiques. Enfin, la puissance de calcul des ordinateurs de première génération à l'époque ne garantissait peut-être pas un calcul efficace de l’ensemble du plan. Quand Viktor Glouchkov a également dû admettre que l’OGAS (un projet soviétique, commençant en 1962, visant à créer un réseau informatique de planification national) coûterait environ 20 milliards de roubles et serait plus compliqué à organiser que le programme spatial et la recherche nucléaire réunis, son plan a été abandonné par le régime soviétique. Le but de ces projets, depuis Leonid Kantorovich, auraient été la mise en place d'une économie sans monnaie et sans marché.

### Le projet Cybersyn au Chili dans les années 1970-1973
Une autre tentative d'application d'une forme de cyber-socialisme a existé au Chili dans les années 1970-1973, lors de la présidence du socialiste Salvador Allende : le projet Cybersyn. À son arrivée au pouvoir, Salvador Allende avait nationalisé les industries clefs du pays, en promettant la participation des travailleurs dans la planification. Le projet Cybersyn, un système ultramoderne, vise donc à gérer et rationaliser cela, dans un contexte géopolitique marqué par l'hostilité des États-Unis, qui souhaitent isoler le Chili. Il s'agit surtout de répondre au problème suivant : « Comment nationaliser des centaines d'entreprises, réorienter leur production pour répondre aux besoins sociaux et revoir les prix selon un plan centralisé tout en offrant aux travailleurs la participation qu'il leur a promise ? ». Si l'informatique permet d'automatiser certaines tâches, la machine ne peut pas prendre de décisions pertinentes seule. Mais elle peut permettre de relever les problèmes les plus urgents tout en permettant d'envisager à l'avance les conséquences de telle ou telle décision.

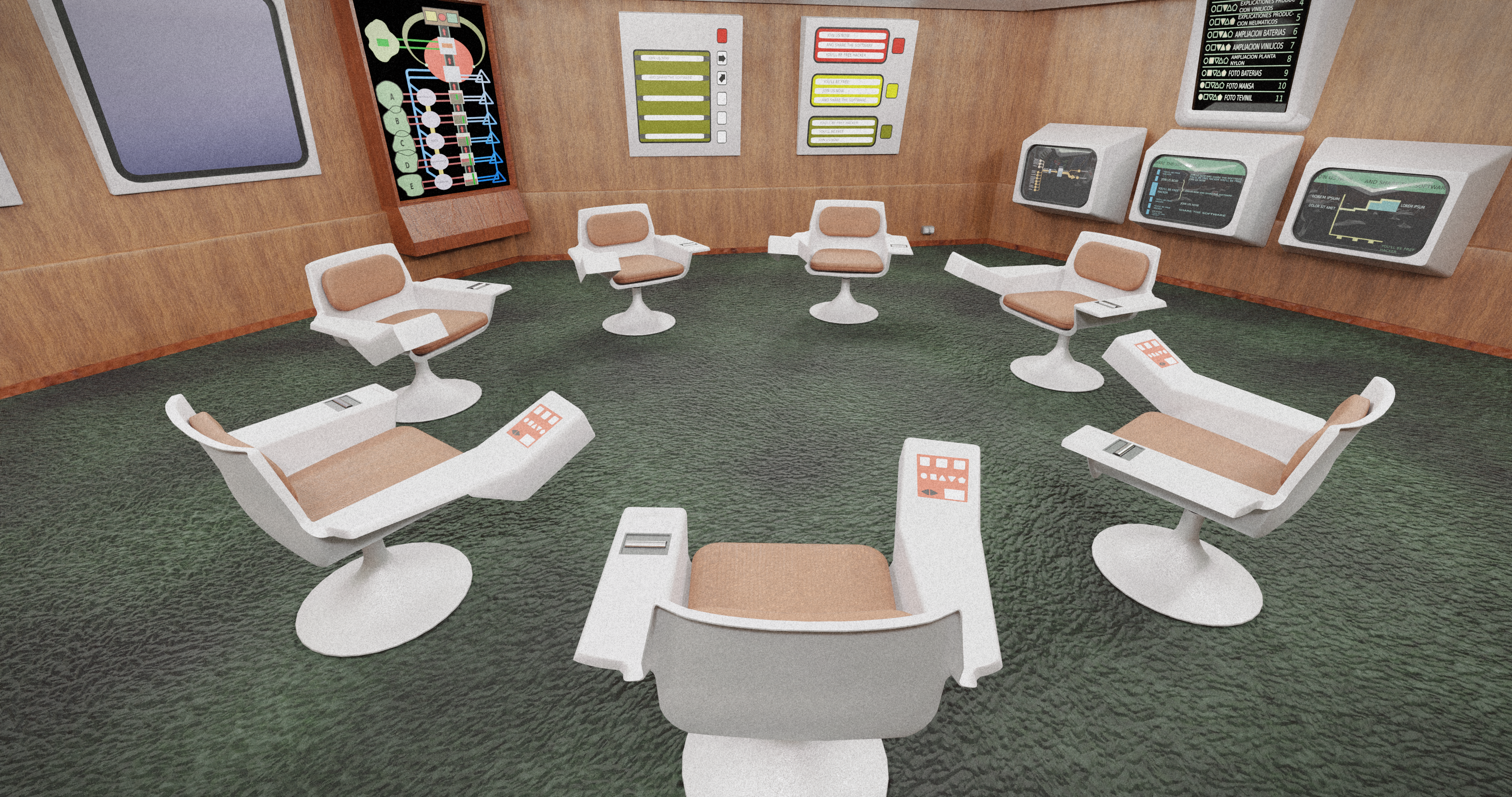
LOp-room du projet Cybersyn.

Ainsi, le gouvernement socialiste chilien, faisant face à une crise économique et sociale, fit appel au britannique Stafford Beer afin de pouvoir instaurer un système socialiste bien plus démocratique et efficace économiquement. Le projet de Stafford Beer et de son équipe a donc consisté à instaurer un système où les travailleurs, au sein de conseils, pouvaient délibérer démocratiquement dans le domaine de la production. Cela permettrait d'instaurer un socialisme radicalement démocratique, où les ouvriers seraient véritablement les décideurs au sein de la production, se démarquant ainsi du régime soviétique. Le but est donc d'instaurer une forme de système d'auto-gestion à l'échelle d'un pays. Beer voulait qu'il y ait une transmission rapide des données économiques entre le gouvernement et les ateliers de production. Cependant, le projet voulu par Stafford Beer ne fut jamais appliqué dans sa totalité. Le projet souhaitait également la transmission de l'information en temps-réel pour aider la gestion du secteur industriel national. Le cœur du projet était représenté par une salle des opérations  recevant et affichant en permanence les diverses informations et transmettant les ordres. Un réseau de près de 500 télétypes maillant le pays du Nord au Sud fut installé. Un simple ordinateur central les contrôlait depuis Santiago, qui utilisait les règles de la cybernétique. Le projet se concrétisa par la participation d'une équipe composée de scientifiques de toutes disciplines tant chiliens qu'internationaux. Leur tâche était de concevoir un système d'envoi d'ordre pré-calculé en fonction des informations préalablement reçues. Mais leurs efforts ont été interrompus par le coup d'état du 11 septembre 1973.

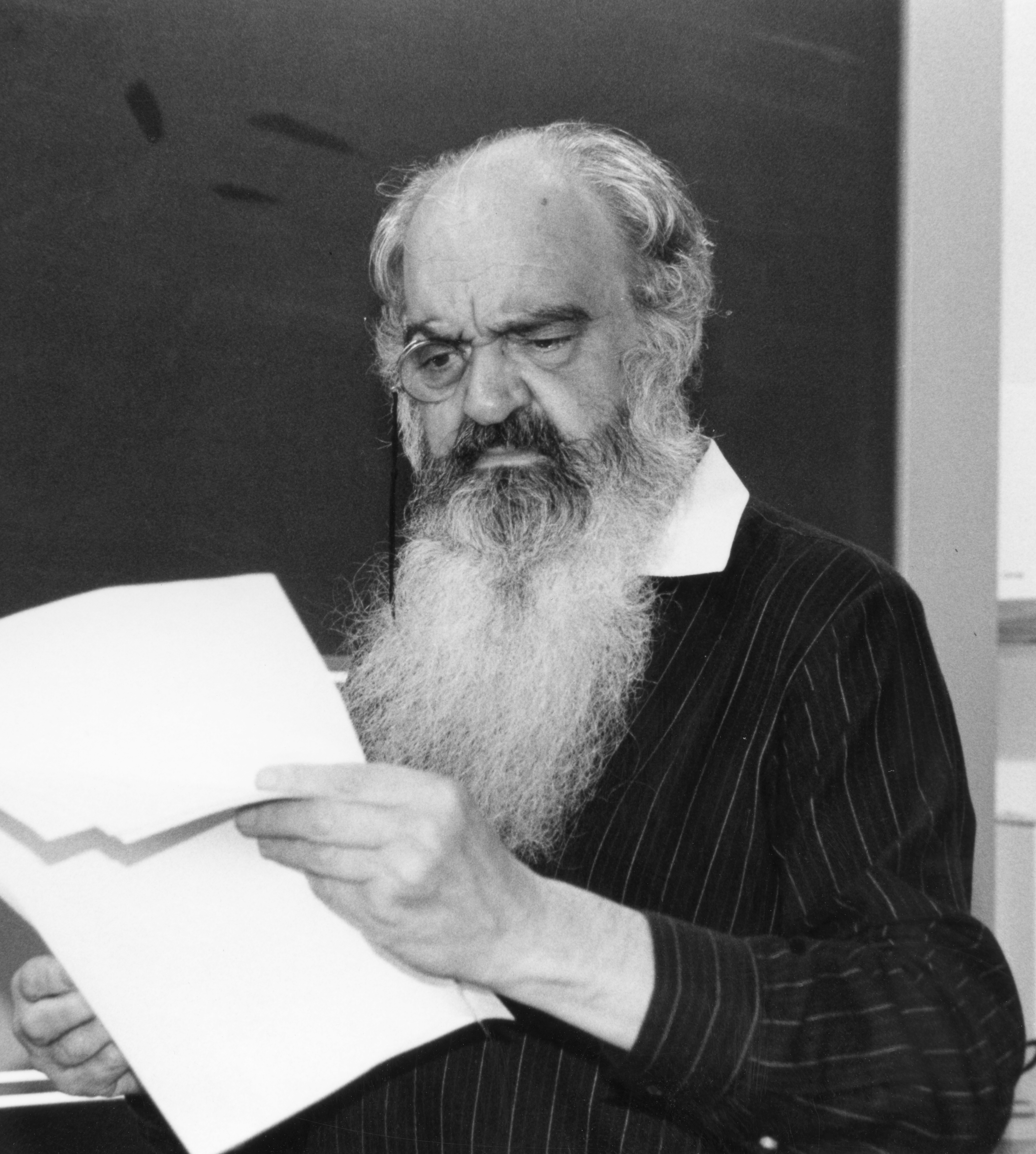
Le cyberneticien Stafford Beer, principal concepteur du projet cyber-socialiste chilien.

Pour que le projet Cybersyn puisse être compris des ouvriers, plusieurs moyens ont été effectués : des expérimentations ont été faites pour former les ouvriers sur le rôle qu'il avaient à jouer via cette économie cybernétique, telles que des réunions en groupe, des dessins animés, des chansons, etc. Généralement, les ouvriers ont réussi à comprendre ce qu'ils devaient faire et comment devrait fonctionner l'ensemble du système lorsqu'il sera finalisé. Pour ce qui est de la participation réelle des travailleurs durant le projet Cybersyn entre 1970 et 1973, elle s'est limitée à des consultations au sujet des critères de gestion, de l'éducation et de la sensibilisation. Salvador Allende a également participé à certaines expérimentations avec des ouvriers, et souhaitait voir le projet aboutir,. En lien avec ce projet, Stafford Beer proposait également l'idée de prolonger cette expérience avec un système de référendum participatif électronique nommé « Cyberfolk ».
La seule fois où Cybersyn a réellement été utilisé, son action a été de contrer une grève réactionnaire de camionneurs, financée par les États-Unis et organisé en parti par le groupe d'extrême-droite Patria y Libertad. Environ 50 000 camionneurs en grève bloquèrent les rues de Santiago. En réaction aux nationalisations mises en œuvre par le gouvernement socialiste d'Allende, plusieurs firmes américaines dont ITT, ou internationales comme Nestlé, apportent leur aide à cette stratégie de grève. Ainsi, le gouvernement chilien, en utilisant le réseau de télex, a été en mesure de coordonner le transport de la nourriture dans la ville par les 200 camionneurs loyaux au gouvernement,,. Cybersyn a donc réussit à mettre fin à cette grève anti-socialiste.